# Mác (đơn vị tiền tệ)
Mác hay Mark là một tệ hoặc đơn vị tính toán ở nhiều quốc gia. Nó được đặt tên cho đơn vị đánh dấu trọng lượng. Từ mark đến từ sự kết hợp của ba ngữ hệ chính như Teuton/Ngữ tộc German, Latinh trong thế kỷ 9] sau tiếng Latinh cổ điển như marca, marcha, marha or marcus. Đó là thước đo trọng lượng chủ yếu đối với vàng và bạc, thường được sử dụng trên khắp Tây Âu và thường tương đương với tám ounce. Tuy nhiên, những thay đổi đáng kể đã xảy ra trong suốt thời Trung cổ]].
- Mác Köln (Liên minh Hanse): 233.856 gram
- Mác Viên: 280,66 gam
- Mác Nürnberg: 237,52 gam
- Mác Erfurt: 235,40 gram
- Mác Phổ: 233,85 gram
- Mác Tamak: 233,275 gam
- Kraków Mác: 197,98 gam
- Mác Würzburg: 238,62 gan
- Mác Paris: 244,753 gram
- Mác Paris Troy: 277,75 gam
- Mác Hà Lan: 246,06 gam
- Mác Bồ Đào Nha: 229,50 gam
- Mác Tây Ban Nha: 230.348 gram

Vào ngày 4 tháng Tư năm 1860, Đại công quốc Phần Lan, đại công quốc tự trị của Đế quốc Nga, đã tuyên bố Mác và Penny là tiền tệ riêng của họ. Vào ngày 4 tháng 12 năm 1871, Đức đã áp dụng tiêu chuẩn vàng, với Mác là tiền tệ chính.